# Bosanski Petrovac
Bosanski Petrovac (en cyrillique : Босански Петровац) est une ville et une municipalité de Bosnie-Herzégovine situées dans le canton d'Una-Sana et dans la fédération de Bosnie-et-Herzégovine. Selon les premiers résultats du recensement bosnien de 2013, la ville intra muros compte 3 781 habitants et la municipalité 7 946.

## Géographie
Bosanski Petrovac se trouve à l'ouest de la Bosnie-Herzégovine, sur la route européenne E761 Bihać-Jajce-Knin. La ville est située dans les Alpes dinariques, dans le poljé de Petrovac (Petrovačko polje), entre les monts Osječenica, Klekovača et Grmeč.

## Histoire
Après la guerre de Bosnie-Herzégovine et à la suite des accords de Dayton (1995), la municipalité de [Petrovac], rattachée à la Fédération de Bosnie, a été formée sur une partie du territoire de Bosanski Petrovac.

## Localités

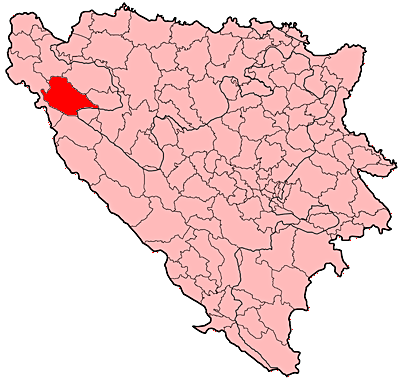
Localisation de la municipalité de Bosanski Petrovac en Bosnie-Herzégovine

La municipalité de Bosanski Petrovac compte 35 localités :
| - Bara - Bjelaj - Bjelajski Vaganac - Bosanski Petrovac - Bravski Vaganac - Brestovac - Bukovača - Bunara - Busije - Cimeše - Dobro Selo - Drinić | - Janjila - Jasenovac - Kapljuh - Klenovac - Kolunić - Krnja Jela - Krnjeuša - Lastve - Medeno Polje - Oraško Brdo - Oštrelj - Podsrnetica | - Prkosi - Rašinovac - Revenik - Risovac - Skakavac - Smoljana - Suvaja - Vedro Polje - Vođenica - Vranovina - Vrtoče |

## Démographie

### Villeintra muros

#### Évolution historique de la population dans la villeintra muros
| 1948 | 1953 | 1961  | 1971  | 1981  | 1991  | 2013  |
| ---- | ---- | ----- | ----- | ----- | ----- | ----- |
| -    | -    | 3 473 | 4 016 | 4 547 | 5 381 | 3 781 |

|  |

### Municipalité

#### Évolution historique de la population dans la municipalité
| 1961   | 1971   | 1981   | 1991   | 2013  |
| ------ | ------ | ------ | ------ | ----- |
| 20 198 | 18 597 | 16 374 | 15 621 | 7 946 |

#### Répartition de la population dans la municipalité (1991)
En 1991, sur un total de 15 621 habitants, la population se répartissait de la manière suivante :

## Religion
Bosanski Petrovac est le siège de l'éparchie de Bihać-Petrovac, une subdivision de l'Église orthodoxe serbe.

## Politique
À la suite des élections locales de 2012, les 17 sièges de l'assemblée municipale se répartissaient de la manière suivante :
| Parti                                                               | Sièges |
| ------------------------------------------------------------------- | ------ |
| Alliance des sociaux-démocrates indépendants (SNSD)                 | 5      |
| Parti d'action démocratique (SDA)                                   | 2      |
| Čista SDP BiH                                                       | 2      |
| Parti socialiste (SP)                                               | 1      |
| Parti social-démocrate (SDP)                                        | 1      |
| Alliance pour un meilleur avenir de la Bosnie-Herzégovine (SBB BiH) | 1      |
| Union démocratique nationale de Bosnie-Herzégovine (NDZ BiH)        | 1      |
| Alliance démocratique nationale (DNS)                               | 1      |
| Parti pour la Bosnie-Herzégovine (SBiH)                             | 1      |
| Parti national pour l'amélioration par le travail                   | 1      |
| Parti d'activité démocratique (A-SDA)                               | 1      |

Zlatko Hujić, sans étiquette, a été élu maire de la municipalité.

## Tourisme

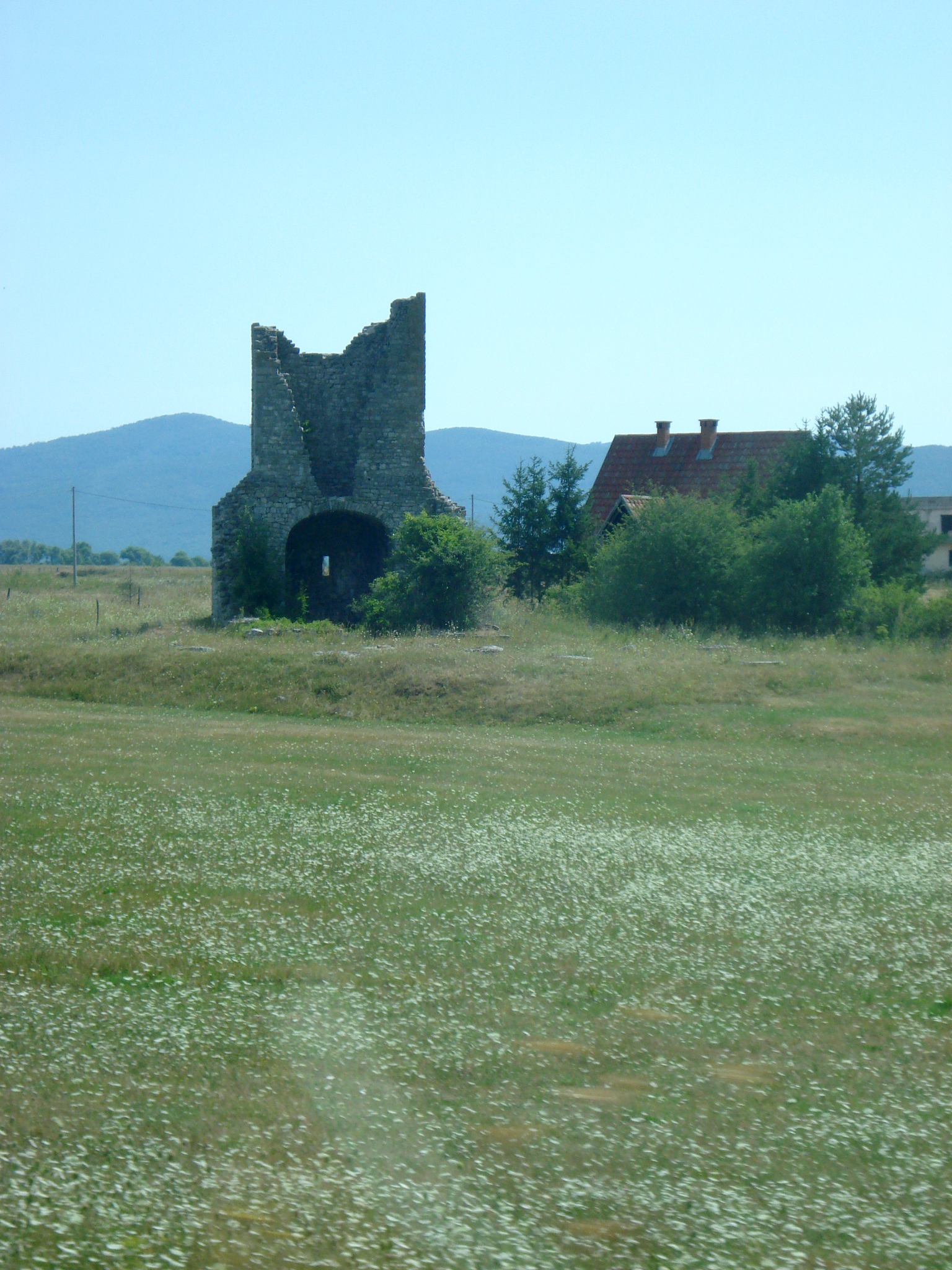
Site de Crkvina

## Personnalités
- Skender Kulenović
- Ahmet Hromadžić
- Mersad Berber
- Jovan Bijelić